# Linh Sơn (xã)
Linh Sơn là một xã thuộc tỉnh Thanh Hóa, Việt Nam.
Được thành lập ngày 16 tháng 6 năm 2025 theo Nghị quyết số 1686/NQ-UBTVQH15 của Ủy ban Thường vụ Quốc hội trên cơ sở toàn bộ diện tích tự nhiên và quy mô dân số của thị trấn Lang Chánh và xã Trí Nang thuộc huyện Lang Chánh, xã Linh Sơn chính thức hoạt động từ ngày 1 tháng 7 cùng năm.
Xã Linh Sơn có diện tích tự nhiên 96,00 km², quy mô dân số năm 2024 là 12.448 người, mật độ dân số đạt 130 người/km².